# Wary
Wary (ukrainisch Вари; russisch Вары, slowakisch Vary, ungarisch Mezővári) ist ein Dorf im Süden der ukrainischen Oblast Transkarpatien mit etwa 3100 Einwohnern (2001).

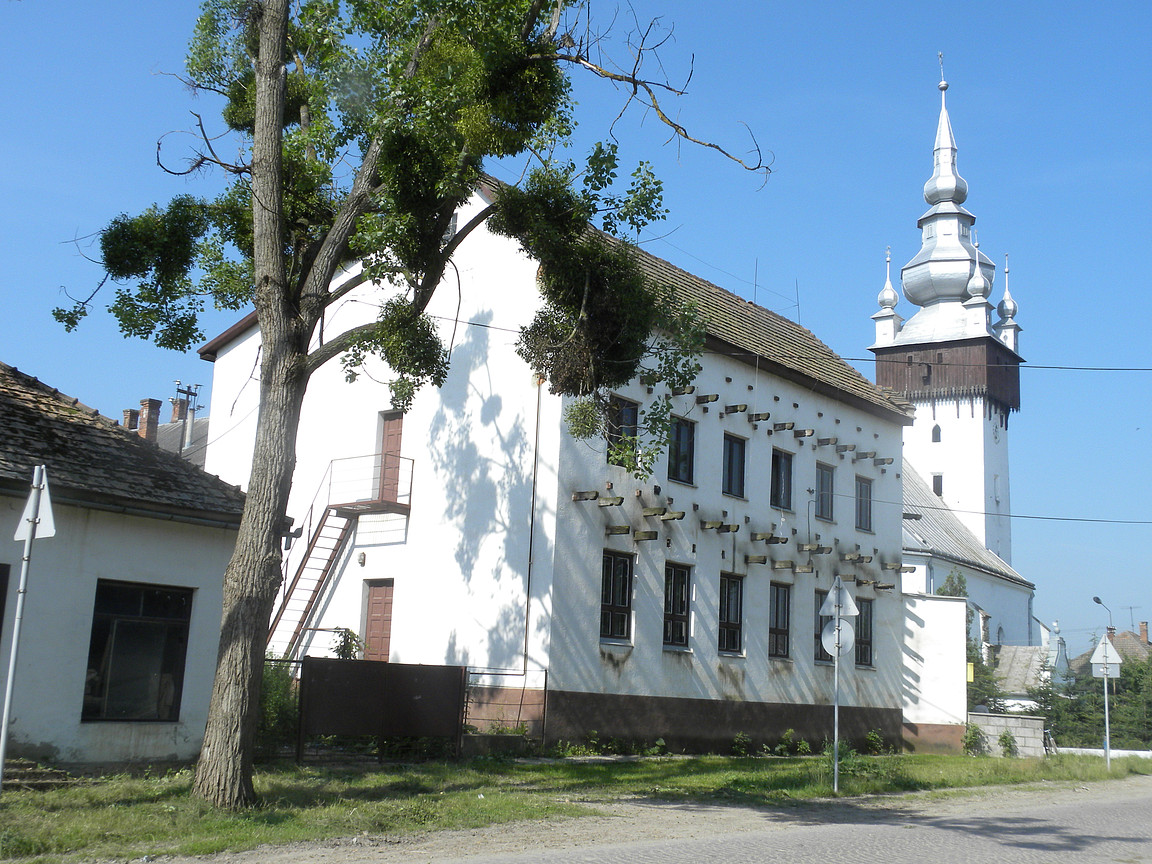
Gebäude der reformierten Kirche in Wary

Das Dorf wurde erstmals 1320 schriftlich erwähnt
Am 12. Juni 2020 wurde das Dorf ein Teil neu gegründeten Stadtgemeinde Berehowe im Süden des Rajons Berehowe; bis dahin bildete es die Landratsgemeinde Wary (Варівська сільська рада/Wariwska silska rada).
Die Ortschaft liegt auf einer Höhe von 115 m an der Mündung der Borschawa in die Theiß, die hier der Grenzfluss zum benachbarten Ungarn ist.
Wary befindet sich 13 km südlich vom Rajonzentrum Berehowe und 76 km südöstlich vom Oblastzentrum Uschhorod.